# Trochosippa eberlanzi
Trochosippa eberlanzi là một loài nhện trong họ Lycosidae.
Loài này thuộc chi Trochosippa. Trochosippa eberlanzi được Carl Friedrich Roewer miêu tả năm 1960.